# 吴昌德
吴昌德（1952年5月—），江西大余人，中国人民解放军上将，中共十七大代表、第十八届中央委员。

## 生平
1970年12月加入中国人民解放军，复旦大学哲学系1973级毕业。曾任政治指导员、军区机关处长、部长、师政治委员、中国人民解放军陆军第三十一集团军政治部主任、中国人民解放军总政治部宣传部副部长、南京军区政治部副主任等职。2003年12月，任中国人民解放军总政治部宣传部部长。2007年7月，任成都军区政治部主任。2008年四川大地震后他曾赴唐家山堰塞湖指挥救援。2011年7月，任中国人民解放军总政治部副主任。2016年1月，任新组建的中央军委政治工作部副主任。2017年1月，不再担任中央军委政治工作部副主任。
1997年7月，晋升为少将军衔。2008年7月，晋升为中将军衔。2013年7月31日，晋升为上将军衔。2018年3月，担任第十三届全国政协教科卫体委员会副主任。

## 著作
吴昌德在《中国军事科学》、《南京政治学院学报》、《中国军法》、《军事记者》、《中国军队政治工作》等中国人民解放军军事理论研究期刊上发表过不少有关军队政治工作的文章。退役后著有《军营学点哲学》一书。